# Dolby Cinema
Dolby Cinema és el nom d'un concepte de cinema "premium" de Dolby Laboratories.
Comprèn disseny i tecnologies avançades de Dolby Laboratories com el sistema de so Dolby Atmos i el sistema de projecció Dolby Vision.
Actualment hi ha 11 cinemes al món amb aquesta denominació: 8 als Estats Units i 3 a Europa (2 a Holanda i 1 a Espanya) El més recent i un dels més grans és el del centre comercial La Maquinista a Barcelona

## Història
El primer Dolby Cinema va ser el de JT Bioscopen en Eindhoven (Holanda) al desembre de 2014. Divendres passat 6 de novembre de 2015 s'ha presentat a Barcelona el de Cinesa en La Maquinista.
La primera pel·lícula a utilitzar Dolby Vision i Dolby Atmos (per punt aprofitava les dues principals tecnologies de Dolby Cinema) va ser Tomorrowland (El món del matí) de Disney. Després van venir Inside Out (Del revés) de Disney-Pixar, Sant Andreas (Sant Andrés) de Warner Bros., Mission Impossible - Rogue Nation de Paramount i unes altres, fins a 13 títols anunciats o ja estrenats amb Dolby Atmos i Dolby Vision

## Tecnologia
El disseny comprèn tractament acústic de la sala, disseny de la graderia amb inclinació suficient per a màxima visibilitat, butaques especials, panells negres mat que cobreixen parets i sostre. Tot per optimitzar l'experiència audiovisual.

### Dolby Vision
Dolby Vision és un sistema de projecció interna desenvolupat per Dolby Laboratories juntament amb Christie Digital. El sistema es compon de projectors làser modulars Christie 4K 6P (primaris) amb un disseny personalitzat que permeten un camí únic de llum. El sistema és capaç de subministrar fins a 14 peus de lambert en pantalles blaves matte-white per a la unitat per a 3D (i fins a 31 peus lambert per 2D), una millora substancial en els sistemes 3D de generació actual que es distribueixen en el rang de 3 a 4 peus lambert per a 3D. El resultat és millorar la brillantor, el color i el contrast en comparació amb els projectors de xenó tradicionals. [7] [8] Els primers teatres van usar temporalment els projectors làser Christie 4K de la prestatgeria fins que els primers Dolby Vision van ser enviats a la primavera de 2015. [2]
Dolby 3D utilitza la separació de l'espectre, on els dos projectors funcionen en funcionament apilat i cada projector emet una longitud d'ona lleugerament diferent de primària vermella, verda i blau. No hi ha polarització en el projector i els espectacles en 3D tenen filtres de muesca que bloquegen les primàries utilitzades pel projector que projecta la imatge destinada a l'altre ull.
Dolby Vision és capaç de mostrar les següents combinacions de velocitat de resolució / fotograma:
2k - 2D a 120fps, 60fps, 48fps i 24fps
2k - 3D a 120 fps, 60 fps, 48 fps i 24 fps per ull / projector
4k - 2D a 48 fps, 30 fps i 24 fps
4k - 3D a 48 fps, 30 fps i 24 fps per ull / projector
Encara que els projectors bessons són capaços de mostrar la relació de contrast de 7.500: 1 definida per la funció gamma de luminància fixada per DCI; per a pel·lícules no classificades amb Dolby Vision, els projectors estan limitats a una relació de contrast de 5.000: 1

### Dolby Atmos
Dolby Atmos és un format de so híbrid basat en objectes i canals desenvolupat per Dolby Laboratories. El sistema és capaç de reproduir canals de deu canals i 128 objectes, a través de 64 parlants individuals per emetre sons al voltant i a través de l'auditori. Això permet recrear efectes com el tro i el pas elevat utilitzant els canals del sostre, així com els efectes del punt pin com ara cops o bales que utilitzen objectes.